# Пушкинские Горы
Пу́шкинские Го́ры — посёлок городского типа (с 1960) на западе Псковской области России. Административный центр Пушкиногорского района, а также городского поселения Пушкиногорье.
Расположен в 112 км к юго-востоку от Пскова, в 57 км к юго-востоку от железнодорожной станции Остров (на линии Псков — Резекне).

## История

### В составе Русского государства
История посёлка восходит к 1569 году, когда по указанию царя Ивана IV Грозного псковский воевода Юрий Токмаков основал на Синичьих горах (неподалёку от псковского пригорода Воронича) Святогорский монастырь, который играл в дальнейшем роль военного форпоста Русского государства. Монастырь был окружён мощной деревянной стеной, которую в конце XVIII века заменила каменная. Синичьи горы были вскоре после основания монастыря переименованы в Святые горы, а при монастыре возникла слобода Тоболе́нец (название по наименованию озера).
Начиная по крайней мере с 1690-х годов, при Святогорском монастыре проводились ярмарки, собиравшие торговых людей не только со всей округи, но и из дальних городов. Святогорские ярмарки славились своим многолюдьем и весельем, превосходя все прочие ярмарки, проводившиеся в Опочецком уезде, величиной оборота и обилием представленных товаров.
Пётр I своим указом от 18 (29) декабря 1708 года ввёл новое административное деление на губернии и уезды. При этом захиревший в XVII веке Воронич получил статус пригорода Опочки, но утратил своё значение настолько, что центром Вороничской (Воронецкой) волости Опочецкого уезда Ингерманландской губернии (в 1710 году переименована в Санкт-Петербургскую) стала слобода Тоболенец. Новый указ царя от 29 мая (9 июня) 1719 года ввёл деление губерний на провинции, и слобода вместе со всем Опочецким уездом вошла в состав Псковской провинции Санкт-Петербургской губернии.

### В составе Российской империи
По указу императрицы Екатерины I от 29 апреля (10 мая) 1727 года слобода Тоболенец вместе с Псковской провинцией отошла к новообразованной Новгородской губернии. В соответствии с Указом Сената от 23 октября (3 ноября) 1772 года Псковская провинция — вместе с Великолуцкой провинцией и присоединённой к России по первому разделу Польши территорией бывшего Полоцкого воеводства — вошли в состав новоучреждённой Псковской губернии; при этом губернским городом стала Опочка. Однако указом Екатерины II от 24 августа (4 сентября) 1776 года из состава Псковской губернии была выделена Полоцкая губерния, а центр Псковской губернии (в 1777—1796 гг. — Псковское наместничество) был перенесён в Псков.
Во время своего пребывания в михайловской ссылке (с августа 1824 по сентябрь 1826 года) А. С. Пушкин часто посещал Святогорский монастырь — как для того, чтобы засвидетельствовать у игумена Ионы свою благонадёжность, так и для того, чтобы воспользоваться монастырской библиотекой и порыться в архивах (здесь он, в частности, нашёл материалы, которые использовал при написании трагедии «Борис Годунов»). Любил Пушкин посещать и Святогорские ярмарки, где вслушивался в яркую и образную народную речь, запоминал и записывал «с натуры» наиболее интересное и характерное.
Святогорский монастырь стал последним земным приютом Пушкина. 5 (17) февраля 1837 года сюда доставили из Петербурга тело поэта, а 6 (18) февраля 1837 года оно было — после отслуженной архимандритом Геннадием заупокойной панихиды — предано земле у алтарной стены в южном приделе Успенского собора монастыря. На территории монастыря похоронены и близкие родственники поэта: дед Осип Абрамович Ганнибал, бабушка Мария Алексеевна, мать Надежда Осиповна и отец Сергей Львович Пушкины.
В пушкинские времена слобода Тоболенец была небольшим посёлком, в основном населённым монастырскими служителями и вотчинными крестьянами. Но здесь селились и купцы, занимавшиеся преимущественно скупкой льна. Вывоз сельскохозяйственного сырья облегчило законченное в 1849 году строительство Киевского шоссе, соединявшего Санкт-Петербург с Динабургом.
Во 2-й половине XIX века слобода Тоболенец — скромный волостной центр со своим правлением, пожарной дружиной, небольшой больницей, богадельней и читальней. Волостное правление находилось на горе Волостной (сегодня известна как гора Закат). Пожарное депо стояло в центре слободы, напротив него на горке была больница. Ниже располагались лавки и трактир, ближе к монастырю — дома купцов и священников. Кроме Святогорского монастыря, существовали три церкви и две часовни. Ещё в начале 1830-х годов А. И. Раевский открыл в слободе первую бесплатную школу, где обучалось 30 детей; в 1840-х годах Министерство государственных имуществ основало здесь свою школу. В 1875 году к ней добавилось двухклассное Святогорское училище, открытое в слободе Тоболенец.

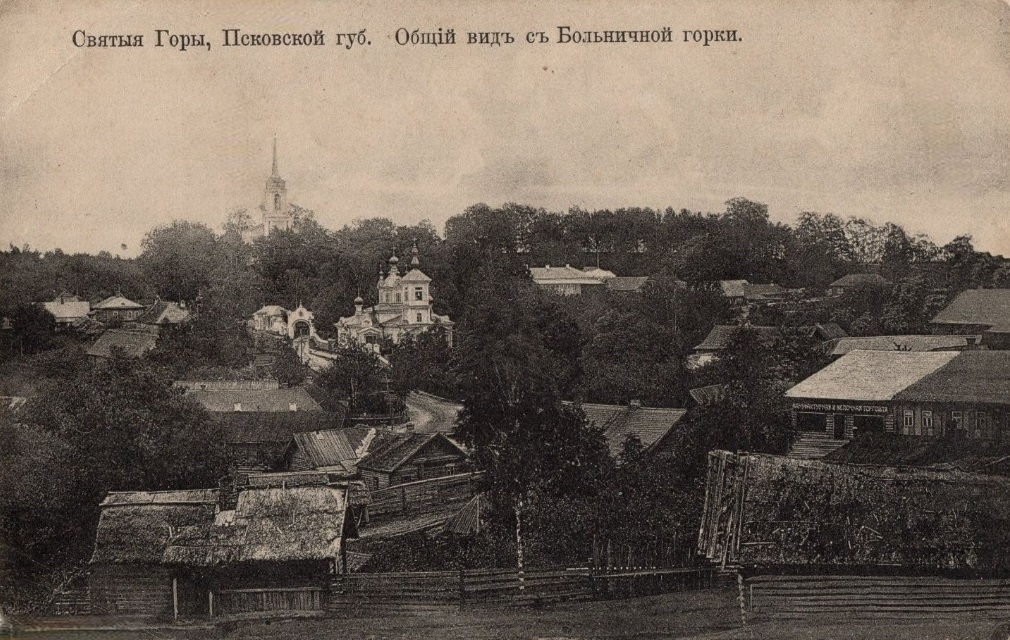
Святые Горы. Общий вид с Больничной горки начала 1900-х годов

В 1877 году в слободе открыли почтовое отделение, а в 1886 году от Новгородки до Бежаниц пролегла телеграфная линия. Телефонная связь впервые появилась в 1910 году. В 1912 году была установлена первая телефонная станция на 10 номеров, что дало возможность иметь постоянную связь с Опочкой и пятью сёлами. В годы Первой мировой войны все линии связи были уничтожены. В 1912 году в Святых Горах впервые применили керосинокалильные лампы для освещения улиц (фонари висели у дома волостного правления, у трактира и лавок; электричество появилось уже после Октябрьской революции 1917 года). В 1916 году была построена железнодорожная линия Псков — Полоцк, и в 2 км от слободы Тоболенец появилась железнодорожная станция Тригорская (разрушена немцами в 1942 году; окончательно разобрана после окончания войны).

### В составе СССР

#### Межвоенные годы
Советская власть на территории Воронецкой волости была установлена в марте 1918 года; ведущую роль при этом сыграли приехавшие из Петрограда по указанию ЦК РСДРП(б) рабочие-большевики Д. А. Алексеев с Ижорского завода и В. Е. Егоров с завода «Старый Лесснер».
В первые годы после Октябрьской революции слобода Тоболенец продолжала входить в состав Опочецкого уезда Псковской губернии, являясь административным центром Воронецкой волости. 10 апреля 1924 года по декрету ВЦИК из Воронецкой волости и частей Полянской и Матюшкинской волостей была создана новая Пушкинская волость; её центр — слобода Тоболенец — была постановлением Президиума ВЦИК от 25 мая 1925 года переименована в село Пушкинские Горы. 1 августа 1927 года вступило в действие Постановление Президиума ВЦИК, по которому в рамках проводимой в СССР административно-территориальной реформы (предусматривавшей ликвидацию деления на губернии и уезды) упразднялись и Псковская губерния, и Опочецкий уезд, и Пушкинская волость. Село вошло в состав Псковского округа новообразованной Ленинградской области и стало административным центром Пушкинского района (образован из Пушкинской и части Велейской волостей).
Новый районный центр получил очередной импульс к развитию. В 1927 году в селе появилась средняя школа имени А. С. Пушкина, здание которой имело 13 комнат и было рассчитано на обучение 480 детей; затем к ней добавилась 7-летняя школа. Поблизости от школы имени Пушкина построили новую больницу (позднее — Дом Советов), аптеку, ресторан. С 1930 года в Пушкинских Горах стали издавать газету «Пушкинский колхозник». В селе было семь улиц, из них три были замощены и освещались электрическими фонарями. В довоенные годы Пушкинские Горы начинались у монастырской стены и оканчивались у средней школы.
Административное деление в 1927—1941 годах менялось достаточно быстро: 23 июля 1930 года постановлением ВЦИК и СНК СССР Псковский округ был упразднён, и Пушкинский район стал подчиняться Ленинградской области напрямую. Постановлением Президиума ВЦИК от 29 января 1935 года была образована Калининская область, куда был передан Пушкинский район, причём 5 февраля того же года этот район и ещё 10 районов в западной части новообразованной области были объединены в Великолукский округ. 11 мая 1937 года новым постановлением Президиума ВЦИК был создан Опочецкий пограничный округ, куда вошёл и Пушкинский район, переименованный в Пушкиногорский район. Наконец, 5 февраля 1941 года Указом Президиум Верховного Совета РСФСР этот округ был упразднён, и Пушкиногорский район перешёл в прямое подчинение Калининской области.

#### Годы Великой Отечественной войны
С началом Великой Отечественной войны для пушкиногорцев настала пора тяжёлых испытаний. Уже 3 июля 1941 года на Пушкинские Горы были сброшены первые бомбы (сильно пострадал Святогорский монастырь: купол собора был разбит до основания). С 5 июля 1941 года на Пушкиногорском направлении развернулись напряжённые оборонительные бои. 181-я стрелковая дивизия несколько дней сдерживала натиск 8-й танковой дивизии панцерваффе под Красным, Платишиным и Вельем.
C 8 июля 1941 года по восточному берегу реки Великая на участке Пушкинские Горы держал оборону 24-й стрелковый корпус генерал-майора К. М. Качанова. 9—10 июля посёлок в ходе ожесточённых боёв переходил из рук в руки. 10—11 июля 1941 года здесь прошел один из первых успешных контрударов РККА, в ходе которого посёлок был освобождён, а 8-я танковая дивизия вермахта выбита за реку Великая. 24-й стрелковый корпус в районе Пушкинских Гор успешно держал оборону до 17 июля, когда был окружён превосходящими силами противника между рекой Соротью и шоссе Опочка — Новоржев. 17 июля 1941 года советские войска оставили посёлок Пушкинские Горы, уходя на прорыв из окружения.
Наступили мрачные дни оккупации, длившиеся три года; в здании школы теперь расположилась комендатура и жили полицаи, в здании больницы разместилось гестапо, в Доме культуры — тюрьма. Не раз в Пушкинских Горах оккупанты и их пособники устраивали казни партизан, которые на протяжении всего периода оккупации активно действовали на территории Пушкиногорского района; страшной страницей истории села стало уничтожение проживавших в районе цыган (фашистами были расстреляны 83 цыгана, включая грудных детей). Страдания народа усугубляла эпидемия брюшного тифа, косившая пушкиногорцев в годы оккупации.
В начале 1944 года к Пушкинским Горам вплотную подошла линия фронта, но наступление советских войск сдерживала фашистская оборонительная линия «Пантера», протянувшаяся с севера на юг на 400 километров. Наконец, 12 июля 1944 года части 53-й гвардейской стрелковой дивизии генерал-майора И. И. Бурлакина и 321-й стрелковой дивизии полковника В. К. Чеснокова, действовавших в составе 54-й армии 3-го Прибалтийского фронта, в ходе Режицко-Двинской наступательной операции освободили село Пушкинские Горы.
К моменту освобождения село было почти полностью разрушено; уцелело здание средней школы, поскольку оккупанты не успели взорвать заложенный под него фугас. Постепенно Пушкинские горы отстраивались, и этот процесс в течение нескольких лет сопровождался работами по разминированию села и его окрестностей. Только при первичном разминировании территории Пушкинского заповедника с 12 по 22 июля 1944 года было обезврежено более 14 тысяч мин, 36 фугасов, три заряда взрывчатых веществ с сюрпризами и 2107 иных взрывоопасных предметов. Варварски была заминирована могила А. С. Пушкина: в подножии могильного холма немцы прорыли
20-метровый тоннель, в который заложили 10 авиабомб по 120 килограммов каждая и специальные мины с химическими взрывателями, логично полагая, что это место станет объектом массового посещения бойцами и командирами Красной Армии и взрыв вызовет большое число жертв. Затем был тщательно замаскирован вход в тоннель. Бойцы 17-й инженерно-сапёрной бригады спасли могилу поэта, но при разминировании окружающих объектов погибли 9 сапёров, все они захоронены с воинскими почестями у ограды Святогорского монастыря.
23 августа 1944 года Указом Президиума Верховного Совета СССР была образована Псковская область, в состав которой вошли село Пушкинские Горы и Пушкиногорский район.

#### Послевоенные годы
Решением Псковского облисполкома № 87 от 29 февраля 1960 года населённый пункт Пушкинские Горы был отнесён к категории рабочих посёлков, получив тем самым статус посёлка городского типа. Пушкинский сельсовет был преобразован в поселковый Совет. При этом с 1 февраля 1963 года по 30 декабря 1966 года Пушкинские Горы не были райцентром (поскольку Пушкиногорский район был временно упразднён) и входили в состав Новоржевского района Псковской области.
25 сентября 1971 года рядом со зданием средней школы имени А. С. Пушкина был торжественно открыт бюст юного поэта работы скульптора М. К. Аникушина.

### Постсоветское время
В 1999 году широко праздновалось 200-летие со дня рождения Пушкина. В посёлке к этому времени был построен Научно-культурный центр, закуплены новые автобусы для обслуживания гостей праздника.
В феврале 2005 года было образовано муниципальное образование — городское поселение «Пушкинские Горы», статус и границы которого определялись Законом Псковской области от 28 февраля 2005 года № 420-ОЗ «Об установлении границ и статусе вновь образуемых муниципальных образований на территории Псковской области». Одновременно посёлок стал административным центром Пушкиногорской волости.
На референдуме 11 октября 2009 года жители городского поселения «Пушкинские Горы», а также Пушкиногорской и Зарецкой волостей высказались за их объединение в одну муниципальную единицу — городское поселение «Пушкиногорье». В соответствии с результатами референдума 3 июня 2010 года три упомянутых муниципальных образования Законом Псковской области № 984-ОЗ были объединены в новое муниципальное образование — городское поселение «Пушкиногорье».

## Климат
Климат переходный от морского к континентальному.
| Показатель                   | Янв. | Фев. | Март | Апр. | Май  | Июнь | Июль | Авг. | Сен. | Окт. | Нояб. | Дек. | Год |
| ---------------------------- | ---- | ---- | ---- | ---- | ---- | ---- | ---- | ---- | ---- | ---- | ----- | ---- | --- |
| Средняя температура, °C      | −5,3 | −5,6 | −0,7 | 6,3  | 12,3 | 15,6 | 17,9 | 16,4 | 11,0 | 5,9  | −0,2  | −4,1 | 5,8 |
| Норма осадков, мм            | 52   | 39   | 40   | 35   | 56   | 86   | 76   | 84   | 69   | 62   | 54    | 52   | 705 |
| Источник: ФГБУ "ВНИИГМИ-МЦД" |      |      |      |      |      |      |      |      |      |      |       |      |     |

| Показатель                                                   | Янв.  | Фев.  | Март  | Апр. | Май  | Июнь | Июль | Авг. | Сен. | Окт.  | Нояб. | Дек.  | Год   |
| ------------------------------------------------------------ | ----- | ----- | ----- | ---- | ---- | ---- | ---- | ---- | ---- | ----- | ----- | ----- | ----- |
| Абсолютный максимум, °C                                      | 7,2   | 8,7   | 17,5  | 25,6 | 32,5 | 31,9 | 34,0 | 36,3 | 27,4 | 20,9  | 14,0  | 10,9  | 36,3  |
| Средний суточный максимум, °C                                | −4,2  | −2,1  | 3,5   | 11,8 | 19,2 | 21,3 | 24,2 | 22,5 | 17,0 | 8,8   | 3,6   | −0,7  | 10,4  |
| Средняя температура, °C                                      | −6,5  | −4,9  | −0,5  | 6,6  | 13,4 | 16,0 | 19,0 | 17,2 | 12,4 | 5,4   | 1,7   | −2,5  | 6,4   |
| Средний суточный минимум, °C                                 | −8,9  | −7,5  | −4    | 2,0  | 7,9  | 10,9 | 14,4 | 12,8 | 8,8  | 2,6   | −0,1  | −4,5  | 2,9   |
| Абсолютный минимум, °C                                       | −29,5 | −31,1 | −20,8 | −8,9 | −4,4 | 2,0  | 5,1  | 4,0  | −2   | −10,5 | −21,8 | −22,7 | −31,1 |
| Норма осадков, мм                                            | 49    | 35    | 31    | 41   | 61   | 77   | 78   | 95   | 59   | 77    | 57    | 50    | 709   |
| Средняя влажность, %                                         | 86    | 83    | 73    | 66   | 67   | 73   | 77   | 79   | 84   | 85    | 90    | 88    | 79    |
| Средняя скорость ветра, м/с                                  | 2,4   | 2,2   | 2,4   | 2,4  | 1,9  | 1,8  | 1,7  | 1,8  | 1,9  | 2,2   | 2,4   | 2,6   | 2,1   |
| Источник: Погода и Климат (компиляция данных с метеостанции) |       |       |       |      |      |      |      |      |      |       |       |       |       |

## Население
| 1939  | 1959  | 1970  | 1979  | 1989  | 2001  | 2002  | 2004  | 2005  |
| ----- | ----- | ----- | ----- | ----- | ----- | ----- | ----- | ----- |
| 1672  | ↗2412 | ↗3667 | ↗5311 | ↗6753 | ↘6500 | ↘6089 | ↘6035 | ↘5914 |
| 2006  | 2007  | 2008  | 2009  | 2010  | 2011  | 2012  | 2013  | 2014  |
| ↘5796 | ↘5608 | ↘5447 | ↘5359 | ↘5222 | ↘5207 | ↘5068 | ↘4978 | ↘4859 |
| 2015  | 2016  | 2017  | 2018  | 2019  | 2020  | 2021  |       |       |
| ↘4741 | ↘4699 | ↘4621 | ↘4570 | ↘4509 | ↘4452 | ↘4373 |       |       |

Национальный состав
По итогам переписи населения 2020 года проживали следующие национальности (национальности менее 0,1 % и другое, см. в сноске к строке «Другие»):
| Национальность | Численность, чел. | Доля     |
| -------------- | ----------------- | -------- |
| Русские        | 4188              | 95,77 %  |
| Белорусы       | 43                | 0,98 %   |
| Цыгане         | 34                | 0,78 %   |
| Украинцы       | 16                | 0,37 %   |
| Азербайджанцы  | 9                 | 0,21 %   |
| Армяне         | 7                 | 0,16 %   |
| Чуваши         | 6                 | 0,14 %   |
| Другие         | 70                | 1,59 %   |
| Итого          | 4373              | 100,00 % |

## Экономика
Наиболее значимые предприятия Пушкинских Гор — ЗАО «Пушкиногорский маслодельно-сыродельный завод», районное потребительское общество, ЗАО «Пушкиногорская ПМК», ОАО «Строитель», учреждение отдыха и оздоровления «Пушкиногорье». Кроме того, в посёлке работают хлебозавод, две дорожные организации, типография, устойчиво работает муниципальное предприятие жилищно-коммунального хозяйства.
Экономически важным предприятием является и ФГУК «Государственный мемориальный историко-литературный и природно-ландшафтный музей-заповедник А.С. Пушкина „Михайловское“».

## Культура
В Пушкинских Горах работают Культурно-досуговый центр (8 филиалов); центральная районная библиотека (13 филиалов) с методическим центром; детская школа искусств им. С.С. Гейченко.
Наиболее выдающимся творческим коллективом Пушкинских Гор является Хор русской песни, под руководством М. Е. Фёдоровой. Хор существует уже более тридцати лет, ведёт активную концертную деятельность, выступает в районе и области. В 2005 году хор принял участие во всероссийском празднике — Пушкинском дне России. В 2006 году руководителю хора было присвоено почётное звание «Душа земли Псковской».
Наиболее крупными культурными событиями Пушкинских Гор являются проводимые ежегодно:
- Пушкинский праздник поэзии / Святогорская ярмарка (первое воскресенье июня)
- День освобождения района от немецко-фашистских захватчиков (12 июля)
- Районный театрализованный праздник «Русская зима»
- Всероссийский фольклорный фестиваль «Псковские жемчужины»(2-я декада июля)
- Всероссийский пушкинский театральный фестиваль (февраль)
- Международный неформальный пушкинский театральный фестиваль «Лаборатория Искусств Кордон-2» (1-я неделя августа)

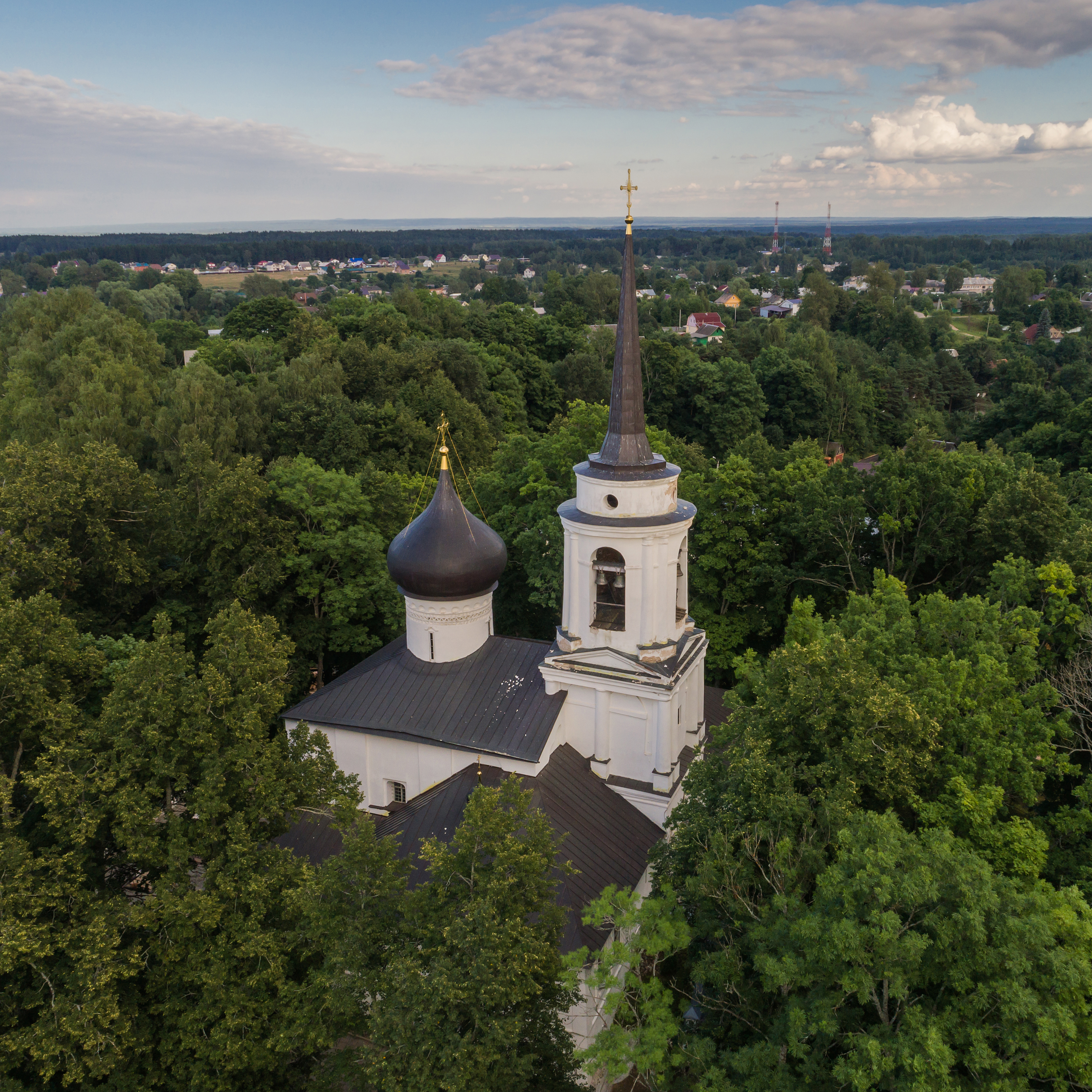
Святогорский Свято-Успенский монастырь

## Достопримечательности
- В Пушкиногорском районе располагается государственный мемориальный историко-литературный и природно-ландшафтный музей-заповедник А. С. Пушкина «Михайловское», в состав которого входят усадьбы Михайловское (место ссылки поэта в 1824—1826 годах), Тригорское, Петровское, музеи «Пушкинская деревня» и «Водяная мельница» в деревне Бугрово, городища Воронич, Врев, Велье и Савкина Горка, а также Святогорский Свято-Успенский монастырь — место погребения поэта. В заповеднике ежегодно проходит Пушкинский праздник поэзии.
- Храм Казанской Божьей Матери (1765 год). Храмоздателем его считается Коновницын.
- В 2000 году на западной окраине Пушкинских гор был создан питомник птиц «Аргус» (по латыни это название одного из самых красивых видов фазанов, а в древнегреческой мифологии — тысячеокий и неусыпный страж). В 2010 году название сменилось на экопарк «Зооград».
- В 12 км от Пушкинских Гор находится бывшее поместье Львовых Алтун. А. И. Львов, бывший в 1823—1826 гг. предводителем псковского губернского дворянства, осуществлял общий надзор за ссыльным А. С. Пушкиным. Сохранилась планировка парка, несколько усадебных строений. В 2008 году началась реконструкция имения, приведены в порядок парк, очищен и облагорожен пруд и сохранившиеся постройки. На месте бывшего поместья разместилась гостиница «Имение Алтунъ», а в помещении восстановленного амбара находится ресторан «АмБар под дубами».

Ежегодно достопримечательности Пушкинских Гор и окрестностей посещает более 300 тыс. туристов и экскурсантов. Для размещения гостей Пушкинских Гор функционируют гостиница «Дружба», туристическая база «Пушкиногорье» и открывшийся в октябре 2011 года отель «Имение Алтунъ» (12 км от Пушкинских Гор).

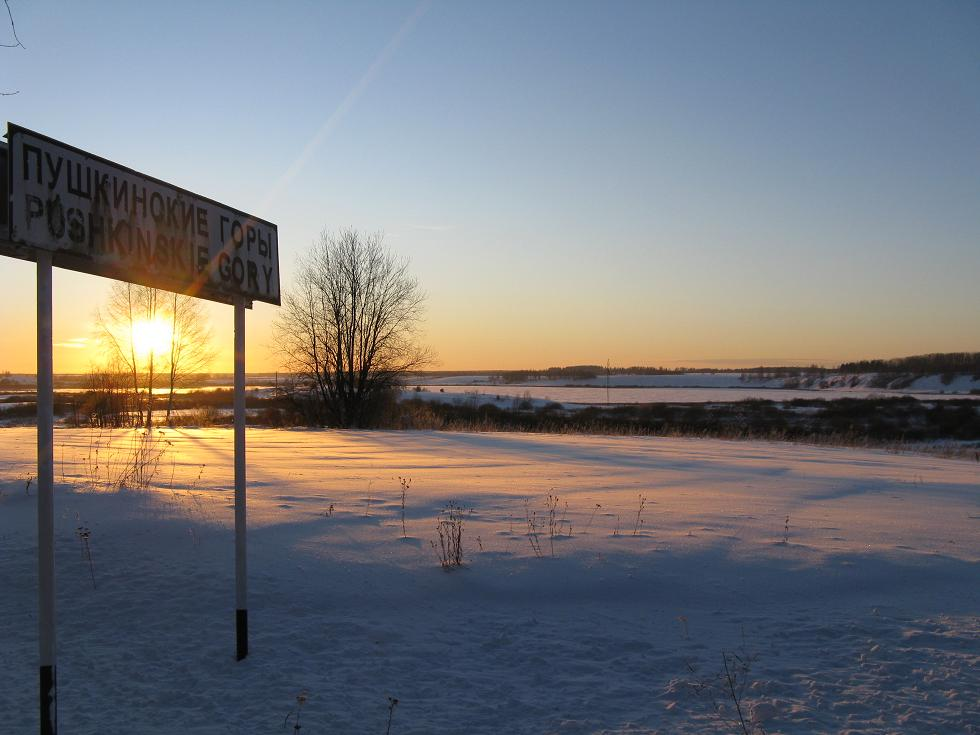
Озеро Ка́менец на въезде в Пушкинские Горы

## Известные уроженцы
- Суходольский, Михаил Игоревич (1965 г.) — генерал-полковник полиции, бывший Первый заместитель Министра внутренних дел России, бывший начальник ГУ МВД России по г. Санкт-Петербургу и Ленинградской области.